# 霍爾頓冰川
67°33′S 68°30′W / 67.550°S 68.500°W
霍爾頓冰川（英語：Horton Glacier），是南極洲的冰川，位於葛拉漢地的阿德萊德島，處於巴雷山和高德里山東面，最終注入萊德灣，由英國南極名稱諮詢委員會命名，現時由南極條約體系管理。